# Christelijke Volkspartij - Parti Social Chrétien
Kristsociala partiet (fr: Parti Social Chrétien, PSC; ned: Christelijke Volkspartij, CVP) var ett politiskt part i Belgien, aktivt 1945–1968, med rötterna i det tidigare Konfessionella katolska partiet.
PSC-CVP etablerades som efterföljaren till det katolska blocket efter andra världskriget och grundades efter Belgiens befrielse med en uttryckligen "avkonfessionaliserad" inriktning i den kristdemokratiska traditionen. Det förblev det största partiet i belgisk politik under stora delar av sin existens och var det sista partiet i belgisk historia som fick en direkt majoritet i valen 1950. Partiet hade ett antal inflytelserika premiärministrar och deltog i de flesta koalitionsregeringar i kombination med Belgiska socialistpartiet och Liberala partiet eller dess efterträdare Partiet för frihet och framsteg.
Efter ökade regionalistiska spänningar delades 1968 partiet i två, efter språkliga/regionala skiljelinjer:
- Kristligt sociala partiet (PSC) i Vallonien
- Kristliga folkpartiet (CVP) i Flandern

## Historik
I slutet av andra världskriget, den 18–19 augusti 1945, grundades Parti Social Chrétien – Christelijke Volkspartij (CVP–PSC) under ordförandeskapet av August de Schryver som efterträdare till det katolska partiet.
1968 delade partiet sig efter språkliga gränser och bildade det franska Kristna sociala partiet (Parti Social Chrétien) i Vallonien och det flamländska Kristna folkpartiet (Christelijke Volkspartij) i Flandern.

## Valresultat

### Representantkammaren
| År   | Röster    | %    | Mandat     | +/–  | Regering                                                                     |
| ---- | --------- | ---- | ---------- | ---- | ---------------------------------------------------------------------------- |
| 1946 | 1 006 293 | 42,5 | 92 av 202  | ▲ 19 | Opposition                                                                   |
| 1949 | 2 190 895 | 43,6 | 105 av 212 | ▲ 13 | Koalitionsregering med Liberala partiet                                      |
| 1950 | 2 356 608 | 47,7 | 108 av 212 | ▲ 3  | Majoritetsregering                                                           |
| 1954 | 2 123 408 | 41,2 | 95 av 212  | ▼ 13 | Opposition                                                                   |
| 1958 | 2 465 549 | 46,5 | 104 av 212 | ▲ 9  | Minoritetsregering till november 1958, senare koalition med Liberala partiet |
| 1961 | 2 182 642 | 41,5 | 96 av 212  | ▼ 8  | Koalitionsregering med Socialistpartiet                                      |
| 1965 | 1 785 211 | 34,5 | 77 av 212  | ▼ 19 | Koalition med Socialistpartiet till mars 1966, senare med Liberala partiet   |
| 1968 | 1 643 785 | 31,8 | 69 av 212  | ▼ 8  | Koalition med Socialistpartiet                                               |